# Jean-Vincent d'Abbadie de Saint-Castin
Pour les articles homonymes, voir Abbadie et Castin.
Jean-Vincent d'Abbadie de Saint-Castin (°1652 - †1707) était le troisième baron de Saint-Castin et un chef blanc de la tribu amérindienne des Pentagouet.

## Biographie
Jean-Vincent d'Abbadie de Saint-Castin est né en 1652 dans le Béarn, mais son lieu de naissance exact est indéfini et est décédé en 1707 à Pau. Il était le fils de Jean-Jacques d'Abbadie de Saint-Castin et d'Isabeau de Béarn-Bonasse, descendante des comtes de Foix. La seigneurie de Saint-Castin devient sous Louis XIV une baronnie.
Il rejoint en 1665, à l’âge de 13 ans, le régiment de Carignan-Salières en 1665 comme enseigne et porte-étendard . Il s’embarque de La Rochelle le 6 mai 1665 pour suivre le marquis Henri de Chastelard de Salières ainsi que huit compagnies du régiment de Carignan pour la Nouvelle-France ; ils atteignent Percé le 30 juin. Il participe avec le marquis de Tracy à la guerre des Iroquois et devient capitaine. Après la signature d'un traité de paix avec les Iroquois, la mission du régiment prend fin, et Saint-Castin retourne en France.
En 1670, il revient s'installer en Acadie après le traité de Breda, qui restitue cette région à la France. Le Chevalier Hector d'Andigné de Grandfontaine reçoit le 5 mars 1670 l'ordre de Jean-Baptiste Colbert de reprendre l’Acadie. Saint-Castin doit reconstruire un fort sur la rivière Saint-Jean et prendre le fort Pentagouet, situé en plein cœur du système de défense des colonies françaises en Amérique.Il devient alors seigneur de Pentagouët. L'habitation qu'il construit en amont de la rivière Bagaduce (affluent du fleuve Penobscot), devient le cœur du premier village franco-abénaquis en Amérique et donc le premier village métis. Il se livre alors au commerce de la traite.
Le 30 septembre 1684, il se marie à la chapelle de l’île de Panawanske (Indian Island à Old Town dans le Maine sur la Penobscot River) avec Marie-Mathilde  fille de Madockawando, sachem abenaquis. Le nom indien de son épouse est Pidianské, et ils ont trois fils (Bernard-Anselme, Joseph et un troisième) et deux filles (Anastasie et Thérèse),. Selon le baron de Lahontan, qui a vécu au Canada de 1683 à 1692, Saint-Castin était « comme le Souverain de la Nation » abénaqui : « les Gouverneurs Généraux du Canada le ménagent & ceux de la Nouvelle Angleterre le craignent. »
En 1692, William Phips tente de le faire assassiner, mais l’opération échoue.
En 1698, à la mort de son beau-père Madockawando, il devient grand sachem des Pentagouets.
Il ne retourne en France que dans le début des années 1700 et meurt à Pau en 1707. Son fils Bernard-Anselme, quatrième baron de Saint-Castin, garde le fort jusqu’en 1722.

## Actions militaires
Saint-Castin est un aventurier vigoureux qui défend les frontières acadiennes pendant près de 30 ans avec l’aide des Abenaquis.
En 1674, il est fait prisonnier par des pirates néerlandais au service des Anglais après la chute du fort de Pentagouët. Il est torturé mais arrive à s’échapper et se cache au milieu de la forêt sous la protection des Abenaquis.
Lors de la guerre du Roi Philip (Pometakom, le chef des Massachusetts) contre les puritains, Saint-Castin apporte son expérience militaire aux Abenaquis et se fait remarquer par Edmund Andros à qui on relate les hauts faits de guerre des Indiens relayés par un baron français. Saint-Castin mènera des attaques sur le fleuve Pentagouët et sur Salmon Falls Creek.
En 1687, Saint-Castin participe à l’expédition du Marquis de Denonville contre les Iroquois. En représailles du massacre de Lachine par les Iroquois, soutenus par les Anglais, Saint-Castin se livre à plusieurs raids : 
- il attaque la baie de Casco avec René Robineau de Portneuf en 1690[2],[8] et participe victorieusement à la bataille de Fort Loyal avec la prise de ce fort anglais ;
- il attaque Dover sur le fleuve Cochecho, les 27 et 28 juin 1690[2],[8] ;
- il attaque le fort Pemaquid (fort William Henry) avec la flotte de Pierre Le Moyne d'Iberville les 14 et 15 août 1696.

Son nom est donné au mont Saint-Castin, à Lac-Beauport,, près de la ville de Québec. Son nom est aussi mentionné dans un poème de Henry Wadsworth Longfellow, Tales of Wayside Inn.